# Fred Atkins
Fred Atkinson (1910 - 14 tháng 5 năm 1988), còn được biết đến với tên võ đài là Fred Atkins là một võ sĩ Đấu vật chuyên nghiệp, huấn luyện viên, trọng tài đấu vật, nhà quản lý, và người đưa thông báo quốc tịch Canada sinh ra ở  New Zealand. Atkinson nổi tiếng trong thời gian thi đấu với Maple Leaf Wrestling.

## Cuộc sống ban đầu
Atkinson sinh ra tại Westport, New Zealand. Ông làm việc trong một vùng hẻo lánh của Úc, cắt đứt quan hệ với đường sắt trong thời kì Đại suy thoái. Atkinson dành thời gian rảnh rỗi để tập thể dục, đấu vật và giải trí. Ông đấu vật như một đô vật nghiệp dư trong 5 năm trước khi chuyển sang chuyên nghiệp trong Thế chiến II.

## Sự nghiệp đấu vật chuyên nghiệp
Atkinson lần đầu đấu một trận nghiệp dư tại New Zealand trước khi chuyển sang chuyên nghiệp vào cuối những năm 1930. Ngày 10 tháng năm 1942, ông đánh bại Pat Meehan trong trận chung kết giải đấu để giành đai Australian Heavyweight Championship. Ông đấu vật ở New Zealand, Úc và Singapore vào giữa những năm 1940. Trận đấu giữa Atkinson với nhà vô địch thế giới Jim Londos vào tháng 11 năm 1946 được tổ chức tại Sân vận động Sydney trước sự chứng kiến của 14,000 khán giả. Atkinson vẫn vô địch trong vài năm cho đến khi rời đất nước vào năm 1949. Từ đó, ông nhập cư đến Canada và có mối quan hệ lâu dài với nhà quảng bá Toronto Frank Tunney. Ông tuy không hào nhoáng so với các đô vật cùng thời, nhưng ông đã rất nỗ lực để trở nên mạnh mẽ như một heel.